# Teresa Almeida Garrett
Maria Teresa Bahia de Almeida Garret Lucas Pires (ur. 28 sierpnia 1953 w Porto) – portugalska polityk, adwokat, wykładowca akademicki, deputowana do Parlamentu Europejskiego (od 1999 do 2004).

## Życiorys
Z wykształcenia prawnik, ukończyła studia na Uniwersytecie w Coimbrze. Została nauczycielem akademickim na Universidade Católica Portuguesa. Została też wiceprzewodniczącą portugalskiego oddziału Ruchu Europejskiego.
W wyborach w 1999 z ramienia Partii Socjaldemokratycznej uzyskała mandat posłanki do Parlamentu Europejskiego V kadencji. Należała do grupy chadeckiej, pracowała w Komisji Spraw Konstytucyjnych. W PE zasiadała do 2004, była zastępcą w Konwencie Europejskim. Później zatrudniona w administracji prezydenta Portugalii.